# Ferdinand von Kummer
Rudolf Ferdinand von Kummer (11 de abril de 1816-3 de mayo de 1900) fue un general de infantería prusiano que participó en la guerra austro-prusiana y en la guerra franco-prusiana.

## Biografía

### Primeros años y familia
Rudolf Ferdinand era el hijo del jefe alguacil prusiano Ferdinand Friedrich Kummer (1787-1835) y de su esposa Eva, nacida von Kalinowski (1799-1863).
Kummer se casó con Henriette Johannes (1817-1892) el 26 de febrero de 1838 en Polskawies, distrito de Gnesen. Los siguientes hijos nacieron del matrimonio:
- Amalie Karoline Johanne (* 1838) ⚭ Walter von Kalckstein (1840-1903), mayor general prusiano
- Heinrich Ferdinand (1841-1924), teniente general prusiano ⚭ Marie Kahlbaum (1848-1894)

### Carrera militar
Kummer asistió a la escuela de gramática en Bydgoszcz y Poznan. Después ingresó en el servicio el 13 de enero de 1834 como fusilero en el 18.º Regimiento de Infantería del Ejército prusiano y fue promovido a mediados de septiembre de 1835 a teniente segundo. En 1848 tomó parte en varias batallas contra insurgentes polacos como capitán y oficial del estado mayor. Después de la lucha, fue asignado a la Comisión de Reorganización en la Provincia de Posen. Después de ser ascendido a mayor en 1855, fue transferido a la 10.ª División como oficial del estado mayor. Posteriormente fue transferido al Cuerpo de Guardias. En 1860, fue promovido a teniente coronel, fue asignado como jefe de Estado Mayor del 1.º Cuerpo de Ejército, con base en Königsberg. Poco después, fue reasignado al Cuerpo de Guardias con el mismo puesto. Fue aquí cuando fue promovido a coronel en 1861. Entre 1864 y 1865 Kummer comandó el Regimiento de Infantería de Westfalia N.º 37, que estaba estacionado en Rawicz. Su siguiente mando fue sobre la 25.ª Brigada de Infantería en Münster, que comandó como mayor general a partir de 1865. Con esta tomó parte en la guerra austro-prusiana en la que participó en la Campaña del Meno. Tras el fin de la guerra, Kummer recibió la orden Pour le Mérite el 20 de septiembre de 1866, por sus logros.
En 1868 se convirtió en inspector de la guarnición de Maguncia y en teniente general. Tras el inicio de la guerra franco-prusiana, Kummer recibió el mando de la 3.ª División de Reserva el 10 de agosto de 1870, con la que participó en el asedio de Metz hasta su rendición. Su división luchó en la batalla de Noisseville y se llevó la peor parte en la batalla de Bellevue. Tras la caída de Metz el 27 de octubre de 1870, estuvo al mando de Metz hasta el 6 de noviembre. Su División Landsturm tenía por tarea el transporte de prisioneros y después permaneció en casa. En su lugar, Kummer asumió el control sobre la 15.ª División el 27 de octubre de 1870. Esta era parte del VIII Cuerpo de Ejército (Primer Ejército) en el norte de Francia. Luchó ahí con suceso en la batalla de Amiens y en la batalla del Hallue y lideró el avance hasta Bapaume, que llevó a la batalla de Bapaume. Tras la victoria en San Quintín el 19 de enero de 1871, el combate se terminó para él. Recibió las hojas de roble por su Pour le Mérite el 12 de enero de 1871.
Después de que se alcanzara la paz con el Tratado de Fráncfort fue a Colonia, donde también asumió la tarea de gobernador entre octubre de 1873 y enero de 1875. Después Kummer fue promovido a General de Infantería y se semi-retiró. Además de su salario, recibió un bonus anual de 6000 marcos. El 9 de enero de 1877, Kummer se jubiló y simultáneamente fue condecorado con la Gran Cruz de la Orden del Águila Roja con Hojas de Roble y Espadas.
Murió en Hannover en 1900 y fue enterrado en el Nuevo Cementerio de San Nikolái.